# Xã Taylor, Quận Traverse, Minnesota
Xã Taylor (tiếng Anh: Taylor Township) là một xã thuộc quận Traverse, tiểu bang Minnesota, Hoa Kỳ. Năm 2010, dân số của xã này là 105 người.